# Gilbert Bozon
Gilbert Fernand Charles Bozon, född 19 mars 1935 i Troyes, död 21 juli 2007 i Tours, var en fransk simmare.
Bozon blev olympisk silvermedaljör på 100 meter ryggsim vid sommarspelen 1952 i Helsingfors.